# STS-133
STS-133是一次载人航天任务，此次飞行任务使用发现号航天飞机执行，是发现号的第39次飞行，也是最后一次。
发现号航天飞机载著6名宇航员升空，任务计划为11天（實際為13天）。本次任务为国际空间站运送一个永久性多功能舱段和一个太空机器人Robonaut2（机器人宇航员2号）。Robonaut2为首个进入太空的类人机器人。